# Claudio Torres
Claudio Gerardo Torres Gaete (Talcahuano, Región del Biobío, Chile, 30 de marzo de 2003), es un futbolista profesional chileno. Juega de mediocampista y su equipo actual es Huachipato de la Primera División de Chile.

## Trayectoria

### Inicios
Claudio Torres realizaría su formación como jugador profesional de fútbol en las inferiores del Club Deportivo Huachipato. A lo largo de su crecimiento se enfrentaría a la falta de entrenamiento debido a la pausa deportiva a nivel nacional debido al Estallido social del 2019 y a la posterior pandemia de COVID-19, en donde las camadas jóvenes del futbol chileno se vieron severamente afectadas. Este hecho no impidió que Torres fuese considerado por el equipo acerero dada su política formativa y se le dio un espacio en la plantilla para la Temporada 2021.

### Club Deportivo Huachipato
Durante el 2021, Claudio Torres tendría la oportunidad de debutar como profesional por su club formador. El día 23 de junio en un partido válido por los dieciseisavos de final de la Copa Chile 2021 sumaría los primeros minutos en el profesionalismo en un cotejo donde se enfrentó a San Antonio Unido. Cabe destacar que en este encuentro debutaron otros canteranos acereros como Walter Estrada y Bastián Roco. A lo largo de la copa, ya instalados en octavos de final, el 5 de julio de 2021, Torres debutaría en las redes convirtiendo su primer gol como profesional en el partido de vuelta contra Deportes Temuco, partido que terminaría 2 - 0 a favor del elenco acerero y aseguraría la presencia de Huachipato en cuartos de final.
En diciembre de 2023 se coronó campeón con Huachipato, en un duelo que terminó 2 - 0 a favor del elenco acerero contra Audax Italiano.

## Estadísticas
| Club               | Div.          | Temporada     | Liga  | Liga  | Copas nacionales | Copas nacionales | Torneos internacionales | Torneos internacionales | Total | Total |
| Club               | Div.          | Temporada     | Part. | Goles | Part.            | Goles            | Part.                   | Goles                   | Part. | Goles |
| ------------------ | ------------- | ------------- | ----- | ----- | ---------------- | ---------------- | ----------------------- | ----------------------- | ----- | ----- |
| Huachipato · Chile | 1.ª           | 2021          | 13    | 2     | 6                | 2                | —                       | —                       | 19    | 4     |
| Huachipato · Chile | 1.ª           | 2022          | 13    | 0     | 7                | 0                | —                       | —                       | 20    | 0     |
| Huachipato · Chile | 1.ª           | 2023          | 17    | 0     | 2                | 2                | —                       | —                       | 21    | 2     |
| Huachipato · Chile | 1.ª           | 2024          | 0     | 0     | 0                | 0                | —                       | —                       | 0     | 0     |
| Huachipato · Chile | Total club    | Total club    | 43    | 2     | 15               | 4                | 0                       | 0                       | 60    | 6     |
| Total carrera      | Total carrera | Total carrera | 43    | 2     | 15               | 4                | 0                       | 0                       | 60    | 6     |
| 1. 2.              |               |               |       |       |                  |                  |                         |                         |       |       |

## Palmarés
| Título           | Club       | País  | Año  |
| ---------------- | ---------- | ----- | ---- |
| Primera División | Huachipato | Chile | 2023 |
| Primera B        | La Serena  | Chile | 2024 |